# Narciso Bronzetti
Narciso Bronzetti (Cavalese, 5 giugno 1821 – Brescia, 17 giugno 1859) è stato un patriota italiano.

## Biografia

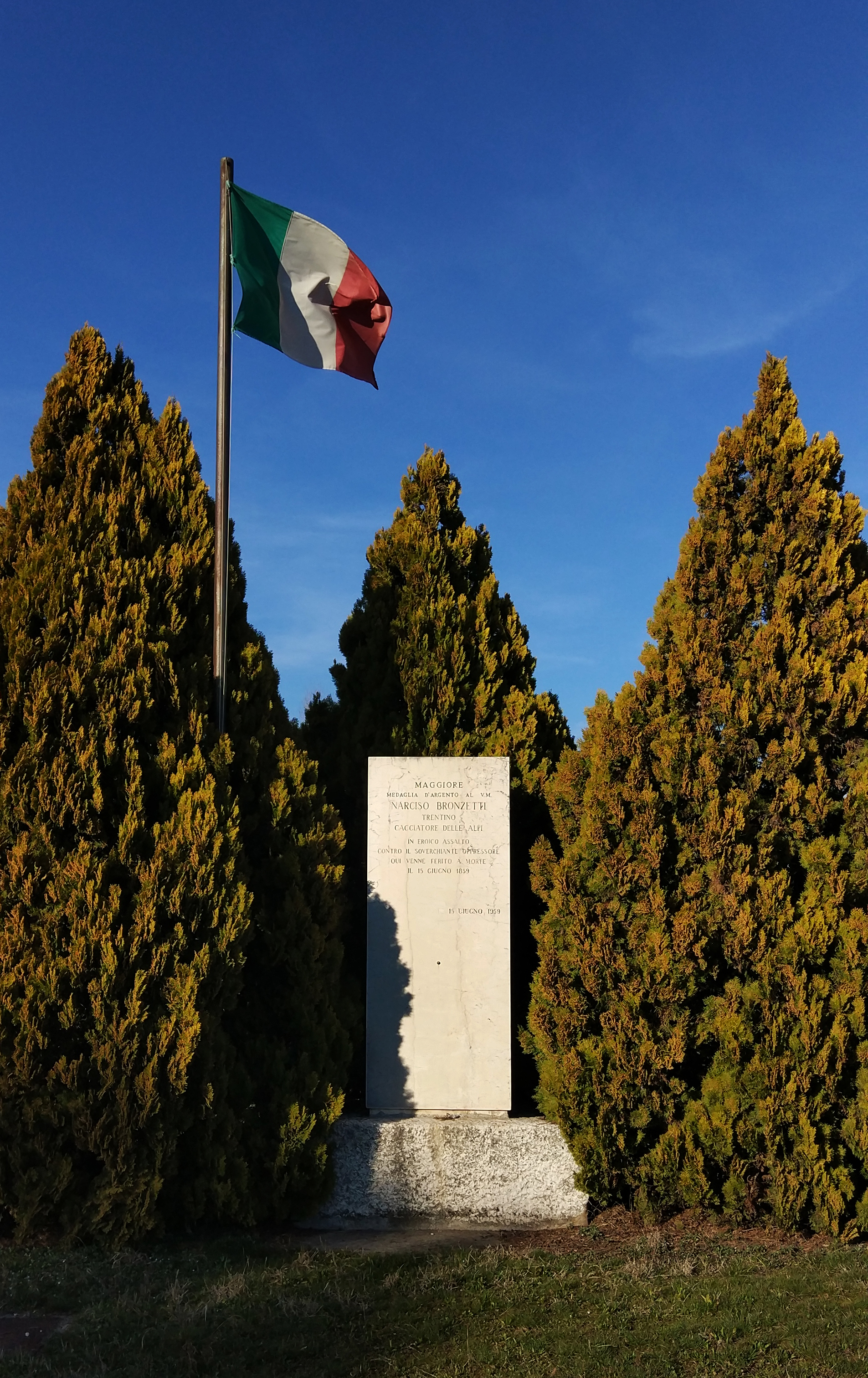
Monumento a Narciso Bronzetti, Rezzato

Primogenito di Domenico Bronzetti (Roverè della Luna, 24 febbraio 1786 - Genova, 8 marzo 1876) e Caterina Strasser (Bronzoll, 25 novembre 1795 - Genova 20 febbraio 1867) si trasferì ancora bambino a Mantova, dove il padre era stato destinato come impiegato pubblico. Compiuti gli studi nella città virgiliana, si arruolò nei Cacciatori tirolesi. Si congedò dall'esercitò austriaco nel 1847 all'approssimarsi del fatidico 1848.
Partecipò ai moti mantovani ma, costretto alla fuga, si unì alla colonna mantovana di bersaglieri, costituita in massima parte da volontari della stessa città tra i quali il conte Giovanni Arrivabene. Partecipò alla prima battaglia di Governolo il 24 aprile meritandosi la promozione al grado di sottotenente. Dopo la sconfitta di Carlo Alberto riparò in Piemonte.
Nel marzo del 1849 con il fratello Pilade si arruolò nel 6º battaglione bersaglieri al comando di Manara. I fratelli Bronzetti quindi combatterono in difesa della Repubblica romana, distinguendosi particolarmente nei combattimenti di Porta San Pancrazio.

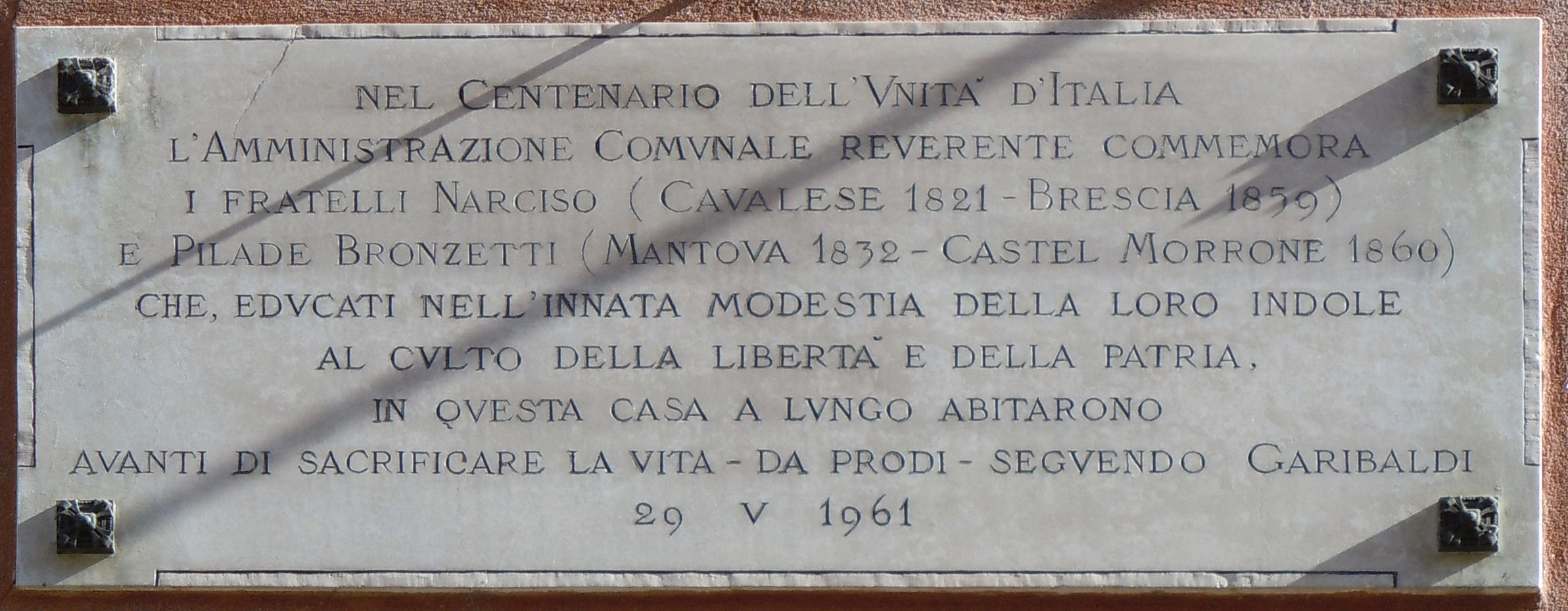
Mantova, lapide commemorativa dei fratelli Narciso e Pilade Bronzetti

Nel 1859 con lo scoppio della seconda guerra d'indipendenza italiana si arruolò come capitano nei Cacciatori delle Alpi di Garibaldi accanto al fratello Pilade, tenente. Combatté a Varese, a San Fermo, a Laverno nel frattempo venendo promosso di grado. Narciso Bronzetti, maggiore del 1º reggimento Cacciatori delle Alpi, morì il 17 giugno a Brescia in seguito a ferite riportate nel combattimento di Treponti. Il fratello Pilade morì anch'egli seguendo Garibaldi a Castel Morrone nel corso della battaglia del Volturno, che decretò la fine del dominio borbonico sull'Italia meridionale.
Anche lo zio paterno, Carlo Giuseppe Bronzetti, era militare, prima austriaco poi bavarese, come il cugino Ignaz Heinrich Bronzetti, che è stato generale nell'esercito bavarese.

## Onorificenze
Ci sono circa 35 strade e piazze in Italia che sono intitolate ai Fratelli Bronzetti e anche una nelle Filippine.